# Changabang
Changabang es una montaña en la División de Garhwal del Himalaya, en Uttarakhand, India. Forma parte de un grupo de picos que conforman la pared Noreste del Santuario Nanda Devi. Es un pico especialmente escarpado y rocoso, y todas sus rutas son seriamente complicadas. Ha sido testigo muchos ascensos a nivel mundial. No tiene una gran prominencia, siendo ligeramente más baja que la de su vecino cercano Kalanka que está al este, y más bajo que muchos picos ubicados en los alrededores. Pero su escarpado perfil rocoso lo ha convertido en un destino especialmente atractivo más que por su propia elevación.

## Primer ascenso
Changabang fue escalado por vez primera el 4 de junio de 1974 por un equipo liderado por el teniente coronel Balwant Sandhu y Chris Bonington, accediendo por la cara Sudeste, llegando a la arista Oriental. Esta es la ruta más fácil de la montaña y una de las pocas cuyo ascenso es principalmente de nieve/hielo, en oposición a un ascenso rocoso con algo de nieve y hielo o terreno mixto.

## Ascensos destacados
Otros ascensos destacados incluyen algunos de los más difíciles nunca hechos en el Himalaya. 
- 1976 Arista Sudoeste, Naoki Toda, Akira Kobayashi, Masahide Aida, Harumi Ohno, Yukio Asano y Teruyoshi Karino (Club Alpino Japonés) todos alcanzaron la cima después de 33 días de esfuerzo.[3]

- 1976, 15 de octubre: Pared Oeste, Peter Boardman y Joe Tasker. La ruta exigió 25 días hasta llegar a la cumbre. El uso de técnicas de escalada en grandes paredes para superar las dificultades serias y continuas fue revolucionario.[4] El relato de Boardman de la ascensión, The Shining Mountain, ganó el premio de literatura John Llewellyn Rhys, de 1979.

- 1978 Cara Sur directa, Wojciech Kurtyka (Pol.), Krzysztof Żurek (Pol.), Alex McIntyre (UK) y John Porter (EE. UU.-GBR), cima alcanzada el 27 de septiembre.[5]

- 1997 Cara Norte, Andy Cave y Brendan Murphy (cumbre) con Mick Fowler y Steve Sustad (a la arista de la cima) hicieron el primer ascenso por la cara Norte del Changabang, una ruta de 1600 m implicando un ascenso a través de hielo escarpado y roca. Desafortunadamente Murphy fue golpeado por un alud y barrido de la pared para morir en el descenso.[6]

- 1998 The Lightening Route, Carlos Buhler (EE. UU.) y un equipo de rusos establecieron una exigente nueva rita en la cara Norte: (VII 5.9 A4 WI4, 1580m)[7]

- 2006, 12 de octubre: dos alpinistas mexicanos, Andrés Delgado y Alfonso de la Parra, tuvieron éxito al escalar el Changabang por una nueva ruta. Sin embargo, fueron sorprendidos por una tormenta de nieve mientras descendían y se les considera desaparecidos desde el día 15 de octubre, cuando se tuvo un último contacto con ellos vía teléfono satelital. El gobierno de India puso en marcha a sus equipos de rescate brindando su mayor esfuerzo, pese a las adversas condiciones climáticas. Para el 30 de octubre ambos montañeros aún no habían sido encontrados. Para el 8 de noviembre seguían desaparecidos y la búsqueda se suspendió oficialmente dadas las severas e inclementes condiciones meteorológicas. Se cree que murieron sepultados por algún alud. Carlos Carsolio colaboró en la búsqueda de sus amigos con resultados infructosos.[8][9]